# Greg Finley
Gregory P. Finley II (Portland, 22 dicembre 1984) è un attore statunitense.
Famoso per aver interpretato il ruolo di Jack Pappas, uno dei protagonisti de La vita segreta di una teenager americana.

## Filmografia

### Cinema
- Graduation Day, regia di Andrew Gallery – cortometraggio (2008)
- Hypothermia, regia di James Felix McKenney (2010)

### Televisione
- Cold Case - Delitti irrisolti (Cold Case) – serie TV, episodio 4x17 (2007)
- La vita segreta di una teenager americana (The Secret Life of the American Teenager) – serie TV, 120 episodi (2008-2013)
- Dr. House - Medical Division (House M.D.) – serie TV, episodio 8x16 (2012)
- Emily Owens, M.D. – serie TV, episodio 1x12 (2013)
- Star-Crossed – serie TV, 13 episodi (2014)
- The Flash - serie TV, 3 episodi (2014-2016)
- CSI - Scena del crimine (CSI: Crime Scene Investigation) - serie TV, episodio 15x15 (2015)
- iZombie - serie TV, 9 episodi (2015-2017)
- NCIS: Hawai'i – serie TV, episodio 2x12 (2023)

## Doppiatori italiani
Nelle versioni in italiano delle opere in cui ha recitato, Greg Finley è stato doppiato da:
- Andrea Mete in La vita segreta di una teenager americana, iZombie
- Paolo Vivio in Cold Case - Delitti irrisolti
- Marco Vivio in Dr. House - Medical Division
- Stefano Crescentini in Star-Crossed
- Alessandro Rigotti in CSI - Scena del crimine
- Massimo Triggiani in NCIS: Hawai'i